# Giunone Jet
Il Giunone Jet è un catamarano appartenente alla compagnia di navigazione italiana Alilauro.

## Servizio
Varato nel 1989 nel cantiere navale Marinteknik di Öresund con il nome di Giunone Jet e consegnato nello stesso anno ad Alilauro, prende servizio nei collegamenti nel Golfo di Napoli.
Attualmente opera nei collegamenti tra Sorrento, Capri, Procida ed Ischia sotto le insegne della succursale Alilauro Gru.So.N.

## Navi gemelle
- Acapulco Jet